# Menachem Mendel Taub
Menachel Mendel Taub (n. 1923, Marghita, România – d. 28 aprilie 2019, Ierusalim, Palestina) a fost un rabin hasidic de origine transilvăneană, lider al dinastiei hasidice Kaliv. 

## Biografie
Acesta s-a născut în Marghita, Regatul României. S-a căsătorit cu Chana Sara Shapiro înainte de Al Doilea Război Mondial.
În 1944, acesta a fost deportat la Auschwitz. A fost victima experimentelor lui Josef Mengele, motiv pentru care nu a putut să aibă păr facial sau copii, având în schimb o voce ascuțită.

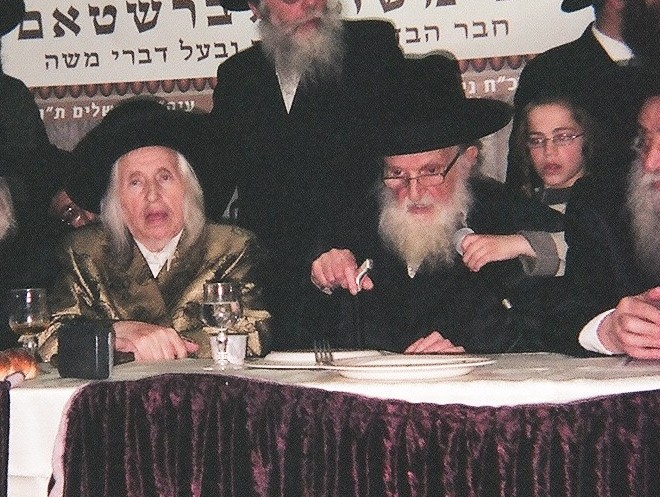
Menachem Mendel Taub (stânga) și Moishe Sternbuch (dreapta)

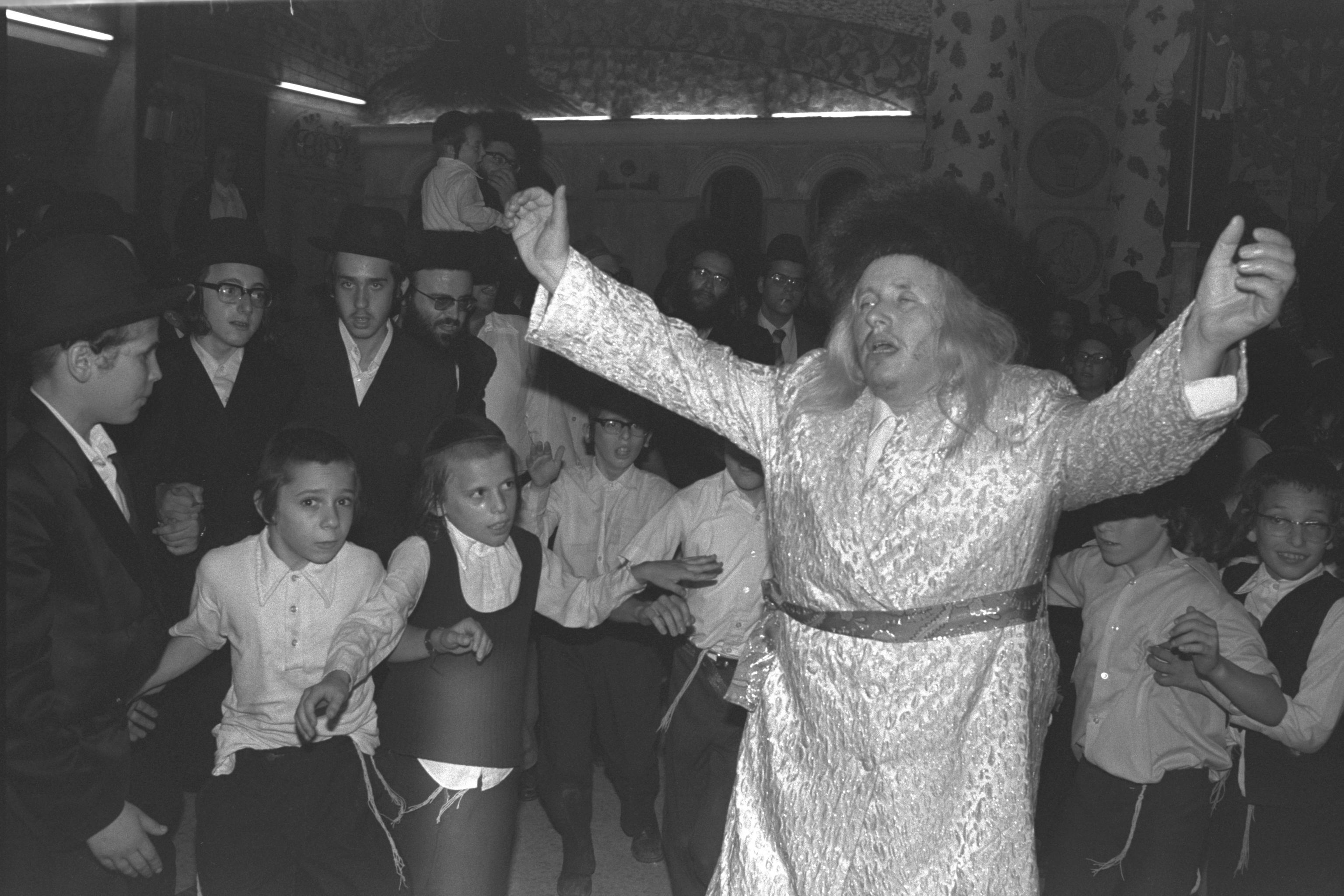

După sfârșitul războiului, acesta a fost nevoit să părăsească țara, din cauza regimului comunist. A plecat mai întâi în Suedia, apoi, în 1947, în SUA. În anul 1962 a emigrat în Israel, unde a reconstruit comunitatea hasidică.
A murit pe data de 28 aprilie 2019, în Ierusalim.